# Tony Banks
Anthony George Banks (East Hoathly with Halland, East Sussex, 1950. március 27. –) angol zenész, dalszerző és filmzeneszerző, elsősorban billentyűsként ismert, a Genesis rockegyüttes alapító tagja. 2010-ben bekerült a Rock and Roll Hírességek Halljába.

## Életpályája
Banks 1950. március 27-én született Kelet-Sussex-ben, öten voltak testvérek, ő volt a legfiatalabb. Édesanyja zongorista volt, így otthoni légkörben különösen sok klasszikus zenét hallgatott a kisfiú. Banks 8 éves volt amikor zongoraórákra kezdett járni a Rodgers és Hammerstein zenés színház igazgatójának feleségéhez. Eleinte úgy érezte szülei kényszerítik a zongora tanulásra, de felnőttként belátta, hogy ez az időszak hasznos volt későbbi pályafutására.
Elemi iskoláit a Boarzell Előkészítő Iskolában végezte, majd 1963 szeptemberében a Charterhouse School-ban, egy magániskolában folytatta. A klasszikus zongora tárgyat különóra keretében tanulta. Ebben az iskolában ismerte meg a szintén a zene irányába forduló Peter Gabrielt, és a dobos Chris Stewart-ot, akikkel iskolai együttest alapítottak és a Garden Wall-ban léptek fel. 1967-ben Mike Rutherford és Anthony Phillips gitárosokkal kiegészülve rakták le a formálódó Genesis alapjait.